# Giovanni Gastone Boccherini

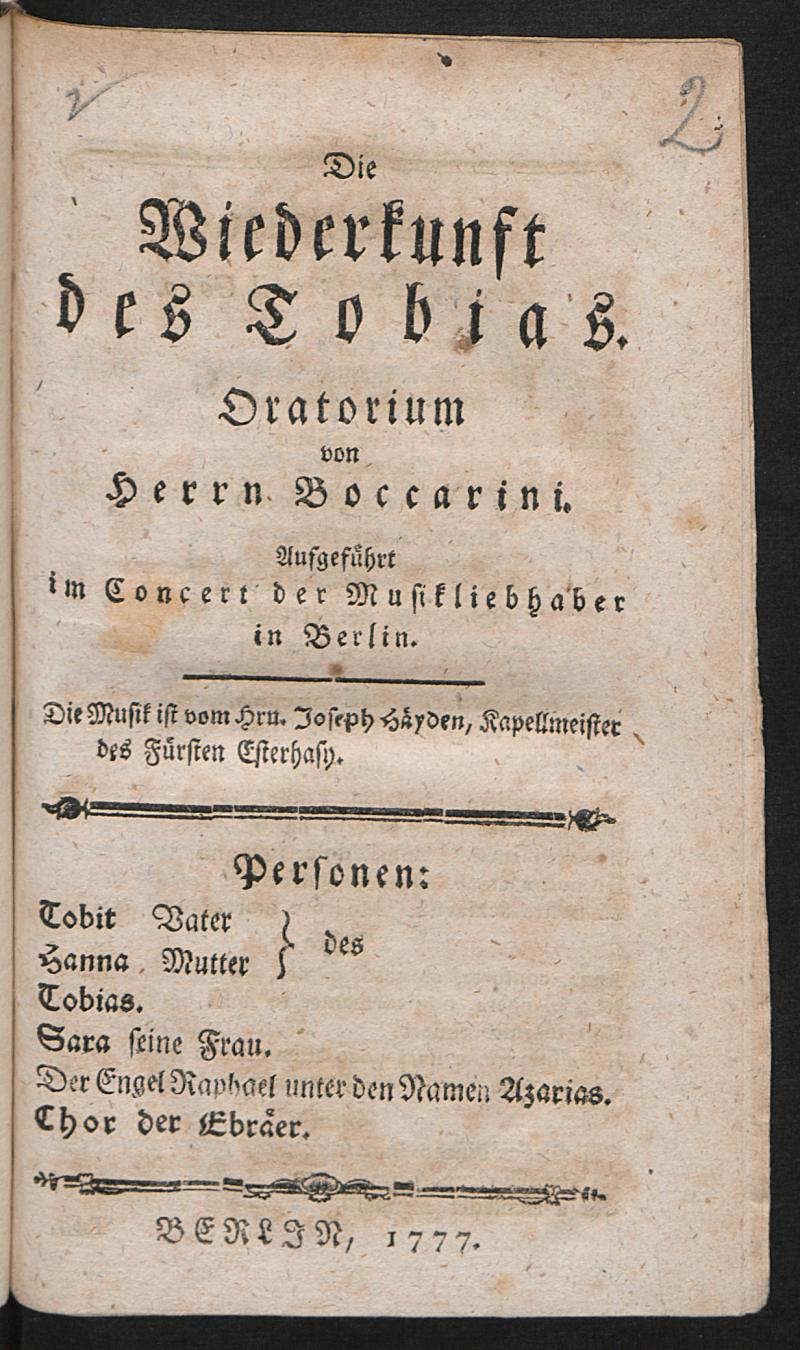
Die Wiederkunft des Tobias (Il ritorno di Tobia), livret de Giovanni Gastone Boccherini (1777).

Giovanni Gastone Boccherini (né à Lucques le 5 février 1742 et mort après 1799) est un danseur, chorégraphe, librettiste et poète italien.
Il est le frère aîné d'un an du célèbre compositeur Luigi Boccherini.

## Biographie
Il commence sa carrière en tant que danseur à Venise en 1757, dans le quartier du théâtre San Salvatore, puis à Trieste jusqu'à 1759, puis à Vienne jusqu'en 1771. À Vienne, il est le directeur artistique du Burgtheater à partir de 1772 à 1775.
La connaissance du musicien Antonio Salieri lui donne la chance de commencer une carrière de librettiste. Le premier livret mis en musique est Le donne letterate, donné début 1770. Mais quelques années avant, Boccherini avait écrit un livret d'opéra, Turno, re dei Rutoli, resté sans musique, mais salué par Ranieri de' Calzabigi,. Les livrets de Boccherini démontrent « le talent pour la pantomime et la chorégraphie et l'aisance dans la gestion des conventions du théâtre. »
Pendant plus de deux ans, de 1796 à 1798, il est chorégraphe et directeur du Teatro de Los Caños del Peral à Madrid,.
Boccherini a également une activité de poète. Il est membre de l'Académie d'Arcadie de Rome, sous le nom de Argindo Bolimeo, et en 1774, il publie un recueil, Sonetti amorosi et storiati, « langue mince et sujet bâclé ».
On ignore les circonstances et l'année de son décès.

## Livrets
- Turno, re dei Rutoli, dramma tragico, sans musique, 1767
- Le donne letterate, commedia per musica, musique d'Antonio Salieri, Vienne, Burgtheater, 10 janvier 1770
- L'amore innocente, pastorale per musica, musica d'Antonio Salieri, Vienne, Burgtheater 1770
- Don Chisciotte alle nozze di Gamace, divertimento teatrale, musique d'Antonio Salieri, Vienne, Burgtheater, 1771
- La fiera di Venezia, commedia per musica, musique d'Antonio Salieri, Vienne, Burgtheater, 29 janvier 1772 [lire en ligne]
- I rovinati, commedia per musica, musica di Florian Leopold Gassmann, Vienna, Burgtheater, 23 juin 1772
- La secchia rapita, dramma eroicomico, musique d'Antonio Salieri, Vienne, Theater am Kärntnertor, 21 octobre 1772
- La casa di campagna, dramma giocoso, musique de Florian Leopold Gassmann, Vienne, Burgtheater, 13 février 1773
- Il ritorno di Tobia, oratorio, musique de Joseph Haydn, 1775
- Cleopatra, opera seria
- L'ungarese innamorata, opérette
- Le belle amiche, opérette